# Lijst van beschermd erfgoed in de gemeente Redange
In deze lijst van beschermd erfgoed in de gemeente Redange zijn alle geclassificeerde nationale monumenten van de Luxemburgse gemeente Redange opgenomen.

## Monumenten per plaats

### Lannen
| Object                       | Bouwjaar/architect | Locatie        | Datum beschermd?      | Coördinaten | Afbeelding |
| ---------------------------- | ------------------ | -------------- | --------------------- | ----------- | ---------- |
| Kerk van Lannen              |                    |                | 31 juli 1968 (MN)     |             |            |
| Toren van de kerk van Lannen |                    |                | 27 mei 1963 (MN)      |             |            |
| Boerderij met plaats en tuin |                    | rue de Roodt 1 | 10 december 1987 (IS) |             |            |

### Niederpallen
| Object | Bouwjaar/architect | Locatie               | Datum beschermd?       | Coördinaten                   | Afbeelding |
| --- | ------------------ | --------------------- | ---------------------- | ----------------------------- | ---------- |
| Gebouwen |                    | chemin de Beckerich 2 | 12 februari 2010 (MN)  |                               |            |
| Gebouwen |                    | chemin de Beckerich 4 | 12 februari 2010 (MN)  |                               |            |
| Gebouwen |                    | chemin de Beckerich 6 | 12 februari 2010 (MN)  |                               |            |
| Gebouw genaamd «Jhanglisgare». Inbegrepen is het spoor en het rollend materieel die eigendom zijn van de vereniging «Jhanglisfrënn Niederpallen a.s.b.l.» en een deel van de route van de oude spoorweg, de tuin «Bunnegärtchen» de terreinen van het station, eigendom van de gemeente. |                    |                       | 17 september 2001 (IS) | 49° 45' 10" NB, 5° 54' 42" OL |            |

### Ospern
| Object               | Bouwjaar/architect | Locatie                                            | Datum beschermd?      | Coördinaten                   | Afbeelding |
| -------------------- | ------------------ | -------------------------------------------------- | --------------------- | ----------------------------- | ---------- |
| Kerk van Ospern      |                    | aan de N23                                         | 31 juli 1968 (MN)     | 49° 46' 49" NB, 5° 54' 37" OL |            |
| Gebouw               |                    | op de hoek van rue Oicht en rue Principale (N23)   | 12 februari 2010 (MN) | 49° 46' 57" NB, 5° 54' 25" OL |            |
| Boerderij            |                    | rue de Redange 3                                   | 21 augustus 1984 (IS) | 49° 46' 56" NB, 5° 54' 6" OL  |            |
| Rij van 9 lindebomen |                    | langs de N23 in de buurt van het cultureel centrum | 5 februari 1986 (IS)  |                               |            |

### Redange
| Object              | Bouwjaar/architect | Locatie                  | Datum beschermd?      | Coördinaten                   | Afbeelding |
| ------------------- | ------------------ | ------------------------ | --------------------- | ----------------------------- | ---------- |
| Laan van lindebomen |                    | Allée Des Tilleuls (N22) | 23 november 1990 (MN) | 49° 45' 54" NB, 5° 53' 8" OL  |            |
| Oude wasplaats      |                    | rue d'Ell (N22)          | 7 juli 1989 (IS)      | 49° 45' 60" NB, 5° 52' 39" OL |            |

### Reichlange
| Object                                             | Bouwjaar/architect | Locatie            | Datum beschermd?      | Coördinaten                   | Afbeelding |
| -------------------------------------------------- | ------------------ | ------------------ | --------------------- | ----------------------------- | ---------- |
| Kerk van Reichlange                                |                    | Rue de Saeul (N12) | 17 december 2001 (IS) | 49° 46' 23" NB, 5° 55' 37" OL |            |
| Boerderij met bijgebouwen en aangrenzende plaatsen |                    | rue de la Montée 1 | 8 december 1989 (IS)  | 49° 46' 25" NB, 5° 55' 38" OL |            |

## Bron
- Liste des immeubles et objets classés monuments nationaux ou inscrits à l'inventaire supplémentaire